# Santeri Kinnunen
Santeri Karl-Henrik Kinnunen, född 20 augusti 1969 i Helsingfors, är en finländsk skådespelare. 
Kinnunen, som son till skådespelarna Rose-Marie Precht och Heikki Kinnunen, går i faderns fotspår, mångsidig och musikalisk, och har varit anställd vid Helsingfors stadsteater sedan 1992. Han har haft roller i till exempel Fantomen på operan, Piukat Paikat, Macbeth, Armfelt, En handelsresandes död, Cabaret och Mumintroll i kulisserna. Kinnunen har bland annat medverkat i filmen Veturimiehet heiluttaa. 